# Mieczysław (Włocławek)
Mieczysław – osiedle włocławskie, znajdujące się w dzielnicy Zachód Przemysłowy, niegdyś część dóbr Brzezie, należących do Kronenbergów. Nazwa odimienna (od Mieczysława Miączyńskiego). W okresie przedwojennym Mieczysław uznawano za część wsi Krzywa Góra, obecnie Mieczysław jest częścią miasta Włocławek.